# Macropinna microstoma
Macropinna microstoma is een straalvinnige vissensoort uit de familie van hemelkijkers (Opisthoproctidae). De wetenschappelijke naam van de soort is voor het eerst geldig gepubliceerd in 1939 door Chapman.
De vis leeft ongeveer tussen 700 en 1000 meter diep in de noordelijke helft van de Grote Oceaan. Hij kan 15 cm lang worden. De vis heeft kokervormige ogen die met bijzonder weinig licht nog waarnemingen kunnen doen. Het gezichtsveld is dan echter zeer beperkt. De ogen zijn ingebed in een transparante bult op zijn kop, waarbinnen hij de ogen kan draaien om in een andere richting te kijken. Bij het speuren naar voedsel zijn de ogen naar boven gericht. Als hij voedsel waarneemt richt hij de ogen naar voren en gaat naar de prooi toe om die te eten. De vis heeft een kleine bek, wat suggereert dat hij precies kan manoeuvreren. In zijn kop boven de bek zitten gaten, waarvan men zou kunnen denken dat het ogen zijn, het zijn echter een soort neusgaten.